# いなか、の、じけん
『いなか、の、じけん』は、探偵小説作家夢野久作が書いたショートショート集。探偵趣味の会の機関誌『探偵趣味』に15篇が掲載され、同誌の休刊後、雑誌『猟奇』に5篇が掲載された。
作者の故郷九州各地の農村や漁村で実際に起こった出来事をモチーフに取材した、20編のショートショート集。作者の思想が色濃く反映されている作品は多い。

## 各話あらすじ
以下は初出順。単行本では「兄貴の骨」の前に「模範兵士」が収録されている。
大きな手がかり（「ぬす人の朝寝」改題）
初出：『探偵趣味』1927年7月号
村長の米蔵から、白米4俵が盗まれた。雨上がりの現場には、荷車の車輪のあとがついていた。それをたどって行くと…
按摩の昼火事
初出：『探偵趣味』1927年7月号
後家さんが一人で暮らしている家に、なじみの按摩が忍び込んで火を放った。しかし盲目の悲しさ、火を放ったはいいものの逃げ道がわからず、まごついて大騒ぎ。幸い発見が早く、火はすぐに消し止められた。按摩は巡査に放火の動機を聞かれ…
夫婦の虚空蔵
初出：『探偵趣味』1927年7月号
周囲から「虚空蔵さまの生まれ変わり」と呼ばれている夫婦がいた。その理由とは？
汽車の実力実験
初出：『探偵趣味』1927年7月号
3人の若者が、線路に置き石をした。幸い大事には至らなかったが、警察に捕まった3人の言い訳とは？
スットントン
初出：『探偵趣味』1927年7月号
三味線が上手いので、あちこちの宴会に呼ばれている盲目の娘がいた。ある日、青年会の寄り合いにその娘が呼ばれることになり、使いの者が馬車で娘を迎えに来た。馬をあやつる男は流行のスットントン節を歌いつつ手綱を取る。ところが、会場に着いたところ肝心の娘がいない。娘はなぜ消えたのか？
花嫁の舌食い
初出：『探偵趣味』1927年7月号
不動明王信仰が盛んな村があった。ある日、ある家の旦那が食事中に突然立ち上がり、「タッタ今俺に不動様が乗り移った」と宣言。たちまち男は活き神様として、周囲から尊崇されるようになる。ある日、参拝者でごったがえす男の家を、新婚の花嫁が訪れ…
感違いの感違い〔ママ〕
初出：『探偵趣味』1927年7月号
ある夜、巡査が怪しげな男を見つけた。その男をつけていくと…
スウィートポテトー
初出：『探偵趣味』1927年7月号
心中未遂の男女が、駐在所で事情聴取されている。40がらみの巡査は、2人に問いかける。「つまりお前達は、スウィートポテトーであったのじゃな」。学生服を着た男のほうが、多少怒りながら言い返す。「違います。スウィートハートです。ハートは心臓で、ポテトは芋です」。「フフフ。そうかな。ドッチにしても似たようなものじゃないかナ」。
どのように似ているというのか？
空家の傀儡踊
初出：『探偵趣味』1927年12月号
昼下がりの田舎町。家族全員が農作業に出て留守の家の中で、一人の乞食が操り人形を躍らせながら歌っている。聞きつけた村人が物珍しげに集まり、やがて騒ぎを聞きつけ、その家の若主人が駆けつけてきた。「さぁ言え！ 何でこんな事をした！」人形師が語る話とは？
一ぷく三杯
初出：『探偵趣味』1927年12月号
茶店を営むお安婆さんが首に紐を巻かれて死んでいた。現場は完全な密室で、盗まれたものも無い。村人は、「これはお安さんが、『一服三杯』をしたせいだろう」と言う。事件解決を握る「一ぷく三杯」とは何か？
蟻と蝿
初出：『探偵趣味』1927年12月号
地主の屋敷のそばから、6か月ほどの胎児の遺体が発見された。集落の女に怪しいものは一人もいない。一番怪しいのは地主の娘だろう…早速巡査が聞き込みに屋敷を訪問したところ、娘は笑いながら言い放った「ホホホホホ 生意気な巡査だわネエ アリバイも知らないで…」娘が言うところの「アリバイ」とは何か？
赤い松原
初出：『探偵趣味』1927年12月号
海岸の松林の中に、チョンガレ芸人の夫婦と托鉢坊主がそれぞれ小屋を作って住んでいた。夫婦と坊主は仲がよく、一緒に町に出たり、宴会を開いたりしていた。しかし不景気でチョンガレ夫婦はお貰いが減り、喧嘩が絶えなくなる。そして…
郵便局
初出：『探偵趣味』1928年6月号
村の道場の共同浴場の番人をしている老人に、白痴の娘がいた。ある日老人は、娘の下腹が異様に膨らんでいることに気が付き、問いただすが要領を得ない。父親は「（腹の子の父を）知っている」とつぶやいた青年を追いまわし、結果として脳震盪を起こして急死する。腹の子の父親はどうしてもわからず…
赤玉
初出：『探偵趣味』1928年6月号
ある工夫が、仕事仲間の兼吉を鶴嘴で殴り殺した。巡査に動機を聞かれた彼は、「兼吉に殺されかかったので、先手を打った」と証言する。兼吉は自分の風邪にかこつけ、カビが生えた馬用の薬を飲ませて毒殺を図ったというのだが…
古鍋
初出：『探偵趣味』1928年6月号
金貸しの一人娘、お加代は村中の青年から惚れられていた。そのお加代が隣村の勇作と交際しているというので、青年達は彼をリンチしようとする。ところがお加代の母親の話では、「勇作さんは娘じゃなくて、あたしのところに通ってくるんだよ」というらしい。やがて母親の下腹が膨らみ始め…
兄貴の骨
初出：『猟奇』1928年12月号
産後間もない妻の血の道に悩む男が、村の和尚にお伺いを立てた。和尚の見立てでは、彼の敷地のある場所に埋まっている石を掘り出して祀れば、ご利益疑い無しと言う。しかしその言葉を信じて男が掘り出したのは、胎児の白骨だった…
模範兵士
初出：『猟奇』1929年3月号
村はずれの乞食部落に、若くて美男子の兵士が通っていた。会う相手は、これも乞食部落に似合わない40歳ばかりの色白の女。彼女は彼が差し出す土産物を涙ながらに受け取るのだった。その兵士・西村と色白の女は親子で、彼は流浪の末乞食に落ちぶれながらも徴兵検査で甲種合格。入隊後は給料を切り詰め、休みごとに母親を訪ねている。彼の「親孝行」ぶりは新聞に載るのだが…
X光線
初出：『猟奇』1929年5月号
村医者の松浦が、鯛の骨を喉に引っ掛けてしまった。慌てて町で耳鼻咽喉科を営む医師・遠藤を訪ね、骨のありかを探るが、どうしても見つからない。遠藤は松浦をもてあまし、エックス線の専門家に紹介するのだが…
赤い鳥
初出：『猟奇』1929年7月号
相場師とその妻が、ある漁村に別荘を建てた。2人は村にやってくるなり、「こんな村に住む人間はかわいそう。豚小屋のような家に住んで、女は猿で男はゴリラのよう」と言い放つ。「ごりら」が何かわからないまま、村人達は憤慨するのだった。そんなある日のこと、村の少年2人が別荘を探検しようとする。庭の鳥かごには赤い鳥がいて…
八幡まいり
初出：『猟奇』1930年1月号
収穫も済んだ農村。お米は2人の子供を連れ、隣村の八幡様へお参りをした。その帰りに新装開店したばかりの銭湯に寄り…

## 参考書籍
- 夢野久作 著、日下三蔵 編『死後の恋 -夢野久作傑作選-』新潮文庫、2016年。ISBN 978-4-10-120641-7。